# Elsfleth (Schiff, 1918)
Die Elsfleth war ein während des Ersten Weltkriegs von der Kaiserlichen Marine in Auftrag gegebener Fischdampfer, der als Geleitboot eingesetzt wurde. Sie sank 1940 bei einem Seeunfall vor Granville. Benannt war sie nach der gleichnamigen oldenburgischen Hafenstadt an der Unterweser.

## Geschichte
Die Elsfleth wurde am 9. Januar 1918 als Geleitboot in der II. Geleit-Flottille/7. Halb-Flottille in Dienst gestellt. 1919 war sie der 4. Minensuch-Flottille der Ostsee zugeteilt, offensichtlich, um die dortigen Seeminenfelder zu räumen.
Am 20. Juli 1920 wurde sie britische Kriegsbeute. Vermutlich wurde sie spätestens 1922 nach Belgien verkauft oder Belgien überlassen. Ab 1924 wurde das nun in Loodsboot No. 11 umbenannte Schiff als Lotsenboot eingesetzt. Es sank am 20. Dezember 1940 vor Granville nach Kollision mit dem Dampfschlepper Georges Guynemer; Einzelheiten sind nicht bekannt.

## Schwesterschiffe
Schwesterschiffe waren die Einswarden, Elmshorn, Großherzog Friedrich August, Middendorf, Dortmund, Dresden und Claus Wisch.